# La noia de l'anell
La noia de l'anell és una pintura sobre taula feta per Ramon Martí Alsina el 1894 i que es troba conservada actualment a la Biblioteca Museu Víctor Balaguer, amb el número de registre 143 d'ençà que va ingressar el 1884.

## Descripció
Representació d'una noia de mig cos, asseguda en una cadira, de perfil esquerre. Té el cabell fosc i llarg, porta una arracada anular a l'orella esquerra, duu un vestit clar de màniga curta i s'està mirant com li queda l'anell que s'acaba de posar en el dit anular de la mà esquerra. Sobre la faldilla hi té l'estoig de l'anell. Darrere la noia hi ha una taula, en el sobre de la qual veiem una caixa. Darrere d'aquesta hi ha una cortina fosca. Per les fotografies observades en el catàleg "Martí Alsina a Argentona" podria tractar-se d'una de les filles del pintor, Anita Martí Aguiló, datada als anys seixanta.

## Inscripció
Al quadre es pot llegir la inscripció "R. Martí".